# Devisenstelle

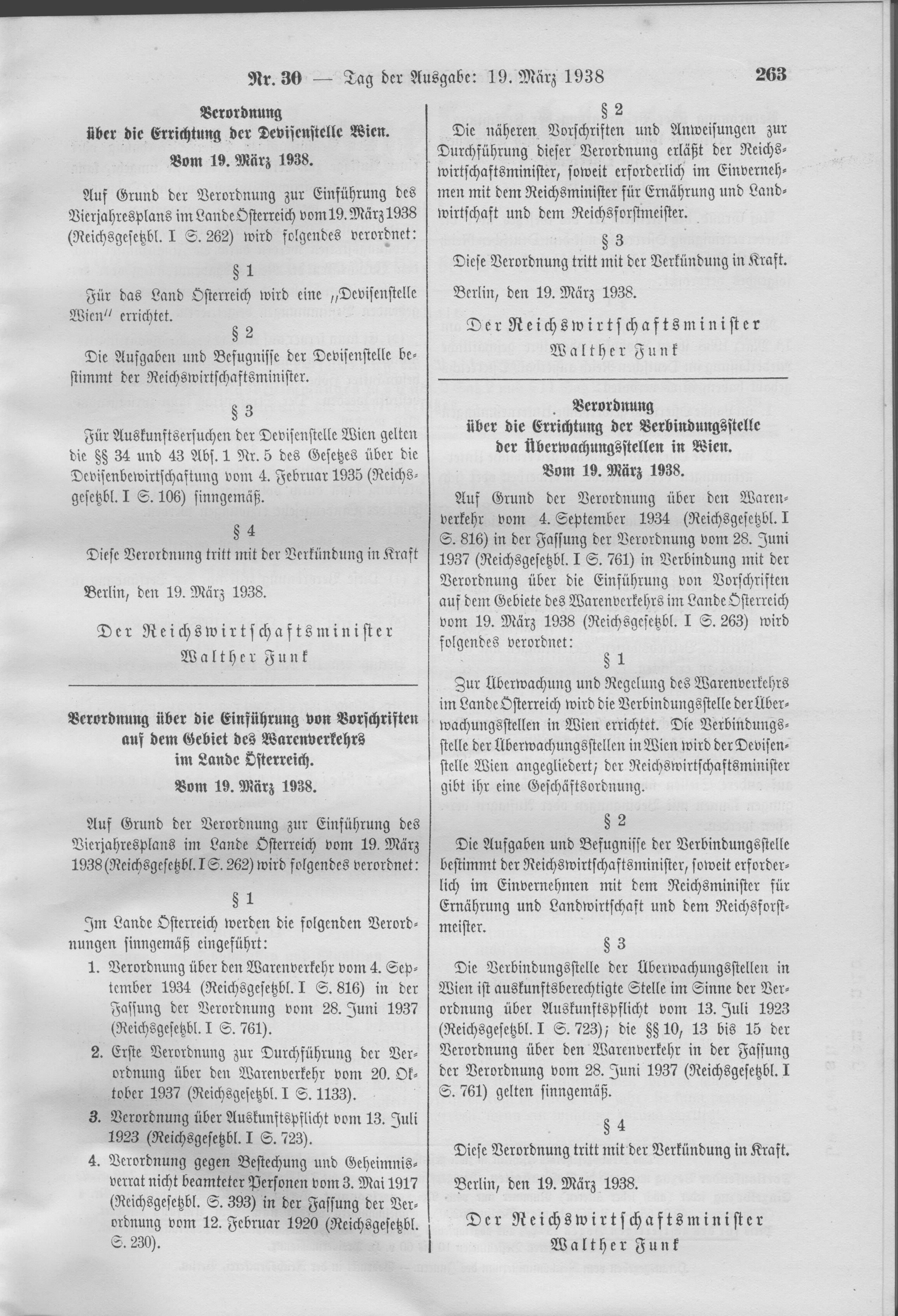
Verordnung über die Errichtung der Devisenstelle Wien vom 19. März 1938

In der Zeit des Nationalsozialismus gewannen die Devisenstellen, auch Stellen für Devisenbewirtschaftung genannt, eine maßgebliche Rolle bei der Überwachung und fiskalischen Ausplünderung der deutschen Juden.
Devisenstellen waren an der Einleitung von Ausbürgerungsverfahren mit nachfolgendem Vermögensverfall beteiligt; sie konnten Pässe einziehen, Geldstrafen verhängen, die Verfügungsmöglichkeit über individuelles Vermögen beschränken oder entziehen, das Umzugsgut auswanderungswilliger Juden überprüfen lassen und mit hohen Sonderabgaben belegen sowie den Kapitaltransfer einschränken.

## Hintergrund
Wegen der Weltwirtschaftskrise und Rückzahlungsforderungen internationaler Kreditgeber beschränkte die  Präsidialregierung unter Heinrich Brüning den  freien Kapitalverkehr. Sie erließ 1931 mehrere Verordnungen zur Devisen-Zwangsbewirtschaftung und führte eine  Reichsfluchtsteuer ein.
Andere europäische Schuldnerländer versuchten auf ähnliche Weise, Devisenbestände zu schützen und ihre Zahlungsbilanz auszugleichen. Die nationalsozialistische Handelspolitik verband damit jedoch weitere Ziele: Die Autarkie sollte gefördert und Devisen sollten zugunsten einer Aufrüstung der Wehrmacht zum Import notwendiger Rohstoffe verwendet werden. Es entstand ein „selbst für Fachleute kaum noch zu überschauendes Gestrüpp aus Gesetzen und Verordnungen“ und die Devisenbehörden wurden zu einem umfassenden Lenkungs- und Kontrollorgan ausgebaut.

## Organisation der Devisenstellen
Im Jahre 1933 bestanden 29 Devisenstellen, von denen 23 unmittelbar bei den Landesfinanzämtern angebunden waren. In ihnen waren 3350 Angestellte und Beamte tätig. Die Devisenstellen waren gegliedert in eine „Genehmigungsabteilung“ und eine „Überwachungsabteilung“; letztere wurde später personell stark ausgeweitet.  Die Dienstaufsicht lag beim Reichsfinanzministerium; fachliche Weisungen erteilte bis 1938 eine „Reichsstelle für Devisenbewirtschaftung“ beim Reichswirtschaftsministerium.
In den besetzten Gebieten wurden während des Zweiten Weltkrieges zudem  Devisenschutzkommandos tätig, um Devisen, Gold und Diamanten aus Privatbesitz zu beschlagnahmen oder zwangsweise anzukaufen. Diese Beamten der Zollfahndungsstellen der Reichsfinanzverwaltung wirkten zumindest in Belgien fortwährend bei der Deportation von Juden mit.

## Aufgabenbereich
Die Devisenstellen setzten nicht allein die wirtschaftspolitischen Zielsetzungen der Machthaber um, sondern beteiligten sich auch in vielfacher Weise an der wirtschaftlichen Verdrängung, Überwachung und Ausplünderung deutscher Juden, von denen bis zum Oktober 1941 rund 270.000 vertrieben wurden.

### Ausbürgerungsverfahren
Nach dem Gesetz über den Widerruf von Einbürgerungen und die Aberkennung der deutschen Staatsangehörigkeit vom  14. Juli 1933 konnten deutsche Staatsangehörige, die ihren Wohnsitz ins Ausland verlegt hatten, ausgebürgert werden. Schon die ungenehmigte Ausreise eines Juden galt als Verstoß gegen die „Pflicht zur Treue zu Reich und Volk“. Nach einem geheimen Erlass Heinrich Himmlers vom 30. März 1937 stellte eine „rassenschänderische Betätigung“ oder die Nichtentrichtung von Steuern und Abgaben eines jüdischen Flüchtlings ein „volksschädigendes Verhalten“ dar, das zum Entzug der Staatsangehörigkeit und Vermögensentzug führen sollte. An der Einleitung des Ausbürgerungsverfahrens und der folgenden Vermögensbeschlagnahme waren die Devisenstellen regelmäßig beteiligt.

### Mitnahmebeschränkungen
Bis Ende 1933 bewilligten die Devisenstellen  auswandernden Juden noch die Mitnahme von Barbeträgen bis 15.000 Reichsmark; für größere Vermögen wurden Sonderregelungen getroffen, um eine Übernahme von Betrieben zu beschleunigen. Ab Oktober 1934 wurde keinerlei Erlaubnis mehr zur Mitnahme von Bargeld erteilt, lediglich Reisedevisen bis zu zehn Reichsmark durften mitgeführt werden.
Die Einkünfte aus Renten und Pensionen, Versicherungszahlungen und Dividenden durften nicht ins Ausland transferiert werden. Das Geldvermögen wurde auf ein „Sperrmark-Konto“ eingezahlt. Ein Devisenumtausch war nur über die Deutsche Golddiskontbank möglich, die den ohnehin ungünstigen Umtauschkurs mit einem hohen Disagio belegte. Diese Dego-Abgabe betrug im Januar 1934 rund 20 Prozent und stieg bis zum September 1939 auf 96 Prozent an.
Auch das Umzugsgut der zur Auswanderung genötigten Juden wurde ab 1938 durchmustert und genehmigungspflichtig. Nur ein Minimum durfte mitgenommen werden; sogar überzählige Leibwäsche musste zurückbleiben. Als „neuwertig“ wurden Gegenstände eingestuft, die seit 1933 gekauft worden waren: Die Mitnahme dieser Sachen genehmigte die Devisenstelle nur gegen Zahlung einer hohen Dego-Abgabe.

### Sicherungsanordnungen
Ende 1936 bekamen die Devisenstellen durch das „Gesetz zur Änderung des Gesetzes über die Devisenbewirtschaftung“ (RGBl I, S. 1000) die Befugnis, Sicherungsanordnungen zu treffen. Damit wurde den betroffenen Personen die freie Verfügung über ihr eigenes Vermögen entzogen. Fortan fahndeten die Devisenstellen in enger Zusammenarbeit mit Banken, Grundbuchämtern, Polizei- und Zollbehörden nach Anhaltspunkten für eine geplante Flucht: einen Verkauf von Immobilien, Möbeln und Teppichen, Ankäufe von Schmuck und Edelsteinen oder ausstehende Exportguthaben. Regional unterschiedlich gingen die Devisenstellen mit Sicherungsanordnungen bei Mischehen vor: teilweise blieb der „deutschblütige“ Ehepartner verschont.
Im August 1939 schließlich verfügte das Reichswirtschaftsministerium, dass Juden alle Barmittel auf ein „beschränkt verfügbares Sicherungskonto“ einzahlen mussten. Von diesem Konto durften die Eigentümer monatlich einen Freibetrag abheben und weitere Zahlungen wie Steuern und Arztrechnungen begleichen. Für andere Verfügungen war die Genehmigung der Devisenstelle erforderlich, die auch Ordnungsstrafen verhängte, wenn etwa Barzahlungen nicht gemeldet wurden.

### Arisierung
Devisenstellen spielten eine wichtige Rolle bei der „Arisierung“ jüdischer Unternehmen, wenn sie bei Verstößen gegen eine der zahlreichen Devisenbestimmungen fündig wurden oder wegen eines Verdachts ein Verfahren einleiteten. Sie setzten gegebenenfalls einen ihnen genehmen Treuhänder ein. Das Reichswirtschaftsministerium veranlasste die Devisenstellen 1937 dazu, den Anteil jüdischer Geschäfte zurückzudrängen: Verzögerte Genehmigungen konnten die Geschäftsabwicklung im Im- und Export erheblich schädigen.
Der Historiker Frank Bajohr weist auf die enge Zusammenarbeit der Devisenstellen mit den Zollfahndungsämtern hin, die beide unter dem Dach der Landesfinanzämter arbeiteten. Devisenstellen und Zollfahndung waren bei der Arisierung in ihrer „alltäglichen Handlungspraxis“ kaum voneinander zu unterscheiden.

## Widersprüchlichkeit
Die nationalsozialistische Politik zur so genannten Judenfrage war lange Zeit widersprüchlich. Einerseits gehörte es nachweisbar bis 1941 zu den Zielen, die deutschen  Juden möglichst umfassend und zügig aus dem Staatsgebiet zu vertreiben. Organisatorische Hemmnisse wurden zum Beispiel durch die Schaffung einer Reichszentrale für jüdische Auswanderung beseitigt. Andererseits türmten steuerliche Benachteiligungen, Reichsfluchtsteuer, Judenvermögensabgabe und konfiskatorische Abgaben sich als Hindernisse auf und schreckten die rassisch Verfolgten von einer Abwanderung in eine völlig ungesicherte Existenz ab.
Manche Historiker sehen dahinter die Absicht, durch die „spätere massenhafte Auswanderung pauperisierter Juden den Antisemitismus in die Fluchtländer exportieren zu können“. In einer nationalsozialistischen Denkschrift zur Außenpolitik von 1939 heißt es: „Je ärmer und damit belastender für das Einwanderungsland der einwandernde Jude ist, desto erwünschter ist die Wirkung im deutschen propagandistischen Interesse“.